# Richard Maddox
Richard Leach Maddox (Londen, 4 augustus 1816 – aldaar, 11 mei 1902) was een Engelse fotograaf en arts. Maddox ontdekte in 1871 lichtgewicht gelatine negatieve platen die het fotografen vanaf dien een stuk makkelijker en toegankelijker zou maken.
Het 'natte' collodiumprocedé was in 1851 ontdekt door Frederick Scott Archer. Het resultaat was dat afbeeldingen nog maar 2 tot 3 seconden blootstelling aan licht nodig hadden. Maar de platen moesten gevoelig gemaakt worden aan de tijd van blootstelling en moesten meteen behandeld worden.
Toen hij erachter kwam dat zijn gezondheid werd beïnvloed door de "natte" damp van de ether, van het collodion, ging hij kijken naar een vervanging voor dit procedé. In een artikel in de British Journal of Photography van 1871 stelde hij voor dat de gevoelig makende chemicaliën cadmiumbromide en zilvernitraat die samen zilverbromide vormen, op een glasplaat met een gelatinelaag in te bedden. Uiteindelijk maakte Charles Bennett de eerste gelatinedroogplaten voor de verkoop; snel zou de emulsie ook gecoat kunnen worden op celluloid rolfilm. Dit procedé werd bekend als de zilvergelatinedruk.
De voordelen van deze droogplaten waren duidelijk: fotografen konden commerciële droogplaten van de plank gebruiken in plaats van dat ze hun eigen emulsie moesten voorbereiden in een mobile doka. Negatieven hoefden niet meteen ontwikkeld te worden. Ook konden camera's voor het eerst klein genoeg gemaakt worden om in de hand te houden of om te verbergen. Fotografie kon vanaf dat moment voor een groot publiek ter beschikking komen.
Ondanks dat hij het proces niet patenteerde en in armoede stierf, ontving Maddox in 1901 toch de "Progress Medal" van de Britse Royal Photographic Society.
De Britse fotograaf Frank Beken maakte lange tijd gebruik van het door Richard Maddox ontwikkelde procedé.